# Charles Ives
Charles Ives, född 20 oktober 1874 i Danbury i Connecticut, död 19 maj 1954 i New York i New York, var en amerikansk kompositör. Ives räknas till USA:s allra viktigaste tonsättare, men var under större delen av sin livstid tämligen okänd och fick ganska få av sina verk uppförda. Han växte upp i en familj med fadern som militärmusiker. Fadern övade sin familj att till exempel sjunga i en tonart medan han ackompanjerade i en annan, vilket tidigt vidgade den unge Charles tonalitetsuppfattning. Uppväxten nära militärmusiken lämnade spår i många av Ives kompositioner, med musikaliska referenser till fanfarer, marscher och patriotiska hymner. Ives studerade vid Yale orgelspel för Dudley Buck och komposition för Horatio Parker.
Sin symfoni nr 1 skrev han 1897 som akademisk övning vid studierna för Parker, och verket har tydliga influenser från Antonín Dvořáks musik. Symfoni nr 2 från 1902 är den äldsta amerikanska symfonin som reguljärt uppförs numera - symfonin uppfördes först 1951 av Leonard Bernstein och New York Philharmonic. Den tredje symfonin The Camp Meeting (1904) blev uppförd först 1946 och då inbringade den Pulitzerpriset för 1947. Den fjärde symfonin (1916) uppfördes av Leopold Stokowski 1965. Symfonin var i kaotiskt tillstånd med oklar ordning på sidorna, instrumentrader och sattes ihop av Ives vän och medarbetare Henry Cowell.
Ives gjorde framgångsrik karriär som försäkringstjänsteman, och blev på detta sätt ekonomiskt oberoende.
Ives använde tonkluster, kvartstoner och många andra banbrytande kompositionstekniker.

## Eftermäle
Nedslagskratern Ives på planeten Merkurius är uppkallad efter honom.

## Verkförteckning (i urval)

### Orkesterverk
- Fyra symfonier
  - Symphony No. 1  d-moll  (cirka 1896–1898)
  - Symphony No. 2  (cirka 1897–1902)
  - Symphony No. 3  (cirka 1897–1902)
  - Symphony No. 4  (cirka 1910–1916)
- A Symphony: New England Holidays  (cirka 1904–1913)
  - Washington's Birthday  (cirka 1909/1913)
  - Decoration Day  (cirka 1912)
  - Fourth of July  (cirka 1912–1913)
  - Thanksgiving and/or Forefathers' Day  (cirka 1904)
- Robert Browning Overture
- Orchestral Sets
  - Orchestral Ser No. 1, Three Places in New England (1903-1914)
  - Orchestral Set No. 2  (cirka 1912–1915)
  - Orchestral Set No. 3  (cirka 1919–1926)
- Three Outdoor Scenes  (cirka 1898–1911)
  - Hallowe'en
  - The Pond  (cirka 1906)
  - Central Park in the dark (1906)
- The Unanswered Question a cosmic landscape (cirka 1908)
- Calcium Light Night  (cirka 1898–1907)
- Ragtime dances (1900-11)

### Kammarmusik
- Stråkkvartetter
  - Stråkkvartett No. 1  (cirka 1896)  "A Revival Service" eller "From the Salvation Army"
  - Stråkkvartett No. 2  (cirka 1907–1913)
- Violinsonater
  - Pre-first Violinsonat (cirka 1901)
  - Violinsonat nr.1  (cirka 1902–1908)
  - Violinsonat nr.2  (cirka 1902–1910)
  - Violinsonat nr.3  (cirka 1901–1914)
  - Violinsonat nr.4  (cirka 1905–1916) "Childrens Day at the Camp Meeting"
- Pianotrio  (cirka 1904–1911)
- A set of Three Short Pieces; för stråkkvartett (1903-1904)

### Piano- och orgelverk
Pianoverk
- Två pianosonater
  - Pianosonat nr.1  (cirka 1902–1909)
  - Pianosonat nr.2 "Concord, Mass. in the 1840's"  (cirka 1909–1915)
    - Emerson
    - Hawthorne
    - The Alcotts
    - Thoreau
- Studies (endast en del finns bevarade):
  - 2. Varied Air and Variations
  - 9. The Anti-Aboulutionists Riots in the 1830's and 1840's
  - 20. Even durations - unevenly divided (cirka 1908)
  - 21. Some South-Paw Pitching! (cirka 1909)
  - 22. (cirka 1909)
  - 23. Baseball Take-Off (cirka 1909)
- Three Page Sonata (1905)
- Five Take-Offs (1906-1907)
- Three Quarter-tone Piano Pieces  (cirka 1923–1924)
- Varied Air and Variations (1923)

Orgelverk:
- Variations on a National Hymn (cirka 1891–1894)
- Adeste Fideles (cirka 1891)

### Körmusik
- Psaltarpsalmer
  - Psalm 67
  - Psalm 90
- Three Harvest Home Chorales (cirka 1898–1912)
- The Celestial Country (cirka 1898–1899) kantat
- Let There be Light (cirka 1901)

### Sånger
Mer än 150 solosånger, däribland:
- Circus Band (1894)
- Songs My Mother Told Me (1895)
- In the Alley (1896)
- Romanzo di Central Park (1900)
- Autumn (1908)
- The New River (1913)
- General William Booth Enters into Heaven (1914)
- He is there! (1917)
- The Things Our Fathers Loved (1917)
- Serenity (1919)
- Maple Leaves (1920)
- Charlie Rutlage (1920)
- The See'r (1920)
- Evening (1921)
- The Housatonic at Stockbridge (1921)
- The Indians (1921)
- Ann Street (1921)
- 1,2,3 (1921)